# Бильбао (станция метро)
Бильбао (исп. Bilbao) — станция Мадридского метрополитена. Он расположен в зоне А. Он назван в честь баскского города Бильбао.

## История
Станция была открыта 17 октября 1919 года в составе участка «Соль» — «Куатро-Каминос». На открытии участвовал король Альфонсо XIII.
23 марта 1944 года была открыта платформа Линии 4.
С середины января 2015 года платформа линии 4 находилась в период полной гидроизоляции, что привело к некоторому улучшению стенок платформ. Воспользовавшись модификациями стен, мраморные стены были заменены бананово-жёлтым витрексом. Работы закончены в конце июля 2015 года.
С 3 июля 2016 года платформы линии 1 станции были закрыты из-за работ по улучшению объектов на линии между станциями «Плаза-де-Кастилья» и «Сьерра-де-Гуадалупе». Завершение работ было запланировано на 12 ноября 2016 года, однако платформа была открыта на следующий день, в конце работ была восстановлена служба в последнем участке линии 1, который должен быть открыт между станциями станции. «Куатро-Каминос» и «Аточа Ренфе». В этом разделе были предприняты следующие действия: гидроизоляция и уплотнение туннеля, самого старого в пригородном районе Мадрида, который был укреплён с помощью инъекций цемента и специальных бетонных выступов с металлическими опорными сетками, а также установка жесткой контактной сети и сборка остальных объектов и услуг.
1 апреля 2017 года были отменены специальные часы всех лобби, которые закрывались в 21:40.
С 2018 по июль 2020 года на станции проводились работы по оснащению лифтов и доступу к ним для людей с ограниченными физическими возможностями.